# クームガル県
クームガル県（クームガルけん、ベトナム語：Huyện Cư M'gar?）は、ベトナム社会主義共和国ダクラク省の県。面積は824.43 km²、人口は173,024人（2019年）である。

## 行政区画
2市鎮15社から構成される。